# Lista över Komorernas presidenter
Detta är en lista över Komorernas presidenter.
| Namn                         | Ämbetsperiod                         | Titel                                            |
| ---------------------------- | ------------------------------------ | ------------------------------------------------ |
| Ahmed Abdallah               | 6 juli – 3 augusti 1975              | Statsöverhuvud                                   |
| Said Mohamed Jaffar          | 3 augusti – 10 augusti 1975          | Ordförande för Nationella Rådet för Revolutionen |
| Said Mohamed Jaffar          | 10 augusti 1975 – 3 januari 1976     | Ordförande för Nationella Exekutiva Rådet        |
| Ali Soilih                   | 3 januari 1976 – 13 maj 1978         | President                                        |
| Said Atthoumani              | 13 maj – 23 maj 1978                 | Ordförande Politiskt-Militära Direktoriet        |
| Ahmed Abdallah               | 23 maj – 25 oktober 1978             | Ordförande för Direktoriet                       |
| Mohamed Ahmed                | 23 maj – 22 juli 1978                | Biträdande Ordförande för Direktoriet            |
| Ahmed Abdallah               | 25 oktober 1978 – 27 november 1989   | President                                        |
| Said Mohamed Djohar          | 27 november 1989 – 29 september 1995 | President                                        |
| Ayouba Combo                 | 29 september – 22 oktober 1995       | Coordinator för militära övergångskomitéen       |
| Mohamed Taki Abdoulkarim     | 2 oktober – 5 oktober 1995           | Tillförordnad President                          |
| Said Ali Kemal               | 2 oktober 2002 – 5 oktober 1995      | Tillförordnad President                          |
| Caabi El-Yachroutu           | 5 oktober 1995 – 26 januari 1996     | Provisorisk president                            |
| Said Mohamed Djohar          | 26 januari – 25 mars 1996            | President                                        |
| Mohamed Taki Abdoulkarim     | 25 mars 1996 – 6 november 1998       | President                                        |
| Tadjidine Ben Said Massound  | 6 november 1998 – 30 april 1999      | President                                        |
| Azali Assoumani              | 30 april 1999 – 21 januari 2002      | President                                        |
| Hamada Madi                  | 21 januari – 26 maj 2002             | Interimspresident                                |
| Azali Assoumani              | 26 maj 2002 – 26 maj 2006            | President                                        |
| Ahmed Abdallah Mohamed Sambi | 26 maj 2002 – 26 maj 2011            | President                                        |
| Ikililou Dhoinine            | 26 maj 2011 – 26 maj 2016            | President                                        |
| Azali Assoumani              | 26 maj 2016 –                        | President                                        |